# Sprekelsmeer
Das Sprekelsmeer ist ein ehemaliges Naturschutzgebiet in der niedersächsischen Gemeinde Freistatt in der Samtgemeinde Kirchdorf im Landkreis Diepholz.
Das Naturschutzgebiet mit dem Kennzeichen NSG HA 157 war 4,5 Hektar groß. Es war Teil des FFH-Gebietes „Wietingsmoor“ und des EU-Vogelschutzgebietes „Diepholzer Moorniederung“. Im Süden grenzte es an das ehemalige Naturschutzgebiet „Freistätter Moor“, im Nordwesten an das Landschaftsschutzgebiet „Sprekelsmeer“. Das Gebiet stand seit dem 25. Juni 1992 unter Naturschutz. Zum 2. November 2018 ging es im neu ausgewiesenen Naturschutzgebiet „Nördliches und Mittleres Wietingsmoor, Freistätter Moor und Sprekelsmeer“ auf. Zuständige untere Naturschutzbehörde war der Landkreis Diepholz.
Das im Wietingsmoor liegende, ehemalige Naturschutzgebiet besteht aus dem namensgebenden Sprekelsmeer, einem Schlatt mit kleinen Inseln, und dem umgebenden Uferbereich. In dem nährstoffarmen Stillgewässer sind Schwimmblattpflanzen zu finden. In den Verlandungszonen findet sich Torfmoos-Wollgras-Schwingrasen, im Uferbereich Seggenriede, woran sich Gehölze anschließen.